# Guillaume Lekeu

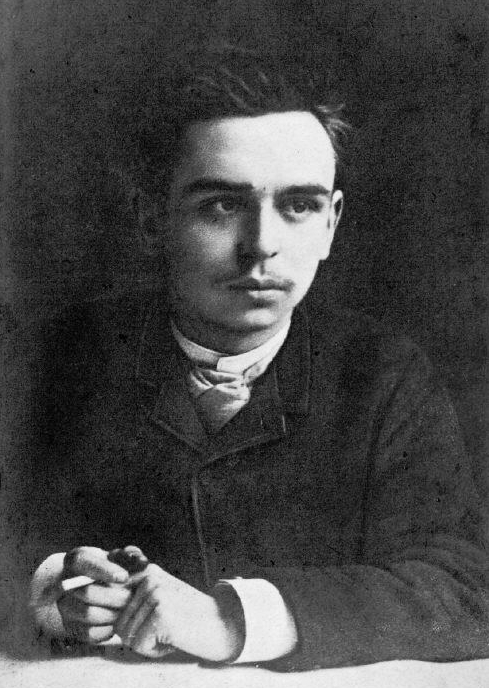
Guillaume Lekeu um 1886

Guillaume Lekeu (* 20. Januar 1870 in Heusy (Verviers); † 21. Januar 1894 in Angers) war ein belgischer Komponist.

## Leben
Der wallonische Komponist erhielt seinen ersten Unterricht am Konservatorium von Verviers; in dieser Zeit begann die enge Freundschaft mit dem Geiger Mathieu Crickboom. Seine Eltern, reiche Wollhändler, zogen 1879 nach Poitiers, wo er das Gymnasium besuchte und seine Musikstudien (Klavier, Violine und Cello) fortsetzte. In seiner neuen Heimat komponierte er im Alter von 15 Jahren sein erstes Werk, und nur zwei Jahre später, 1887, entstand sein erstes Orchesterwerk.
Im Jahre 1888 ließ sich die Familie in Paris nieder. Ein Besuch der Bayreuther Festspiele im Sommer 1889 beeindruckte ihn nachhaltig. Im Herbst desselben Jahres wurde Lekeu Privatschüler des aus der näheren Umgebung seiner Geburtsstadt stammenden César Franck. Ein Jahr später, nach Francks Tod, wurde Lekeu von Vincent d’Indy unterrichtet, der ihm ein enger Freund wurde. 
Mit seiner Kantate Andromède erhielt Lekeu im Jahre 1891 den zweiten belgischen Prix de Rome.
Der bedeutende Violinvirtuose Eugène Ysaÿe bat ihn, eine Sonate für Violine und Klavier zu komponieren, die Ysaÿe im März 1893 uraufführte. Diese Sonate blieb Lekeus bekanntestes Werk. An Typhus erkrankt, starb Lekeu im Alter von 24 Jahren und wurde in seinem Geburtsort Heusy beigesetzt.

## Werke
Lekeu schuf rund 50 Werke. Die Mehrzahl hiervon wird in den Bibliotheken der Konservatorien aufbewahrt. Seine Werke sind durch César Franck, Beethoven und Wagner beeinflusst und lassen mit zunehmender Reife einen eigenen Stil erkennen.
- Orchesterwerke
  - Première étude symphonique (1889)
  - Deuxième étude symphonique (1889)
  - Prélude au deuxième acte de «Barberine» (Oper wurde wegen fehlender Rechte am Libretto nicht realisiert, Das Prélude wurde als Einzelwerk vollendet) (1889)
  - Adagio für Orchesterquartett (1891)
  - Fantaisie pour orchestre sur deux airs populaires angevins (Fantasie über zwei Volksweisen aus Angers) (1892)
  - Introduktion und Adagio für Blasorchester (1892)

- Vokalmusik
  - „Andromède, poème lyrique et symphonique“ für Soli, Chor und Orchester (1891)
  - „Chant lyrique“ für Chor und Orchester (1891)
  - Lieder

- Kammermusik
  - Streichquartett G-Dur (1888)
  - Klavierquartett h-Moll (1892/93, von d’Indy ergänzt)
  - Klaviertrio c-Moll (1890/91)
  - Violinsonate G-Dur (1892/93)
  - Violoncellosonate f-Moll (1888)
  - Klaviersonate g-Moll (1891)